# Roberto Perpignani
Roberto Perpignani (* 20. April 1941 in Rom) ist ein italienischer Filmeditor.
Perpignani begann 1962 seine Filmkarriere (nach Anfängen als Maler und Studien der Kinderpsychologie) als Schnittassistent bei Der Prozeß von Orson Welles. Sein Debüt als Filmeditor erfolgte 1964 mit Bernardo Bertoluccis Vor der Revolution. Es folgten mehr als 90 Produktionen im Bereich Filmschnitt, die seine Stellung als einer der angesehensten Editoren Italiens bezeugen. Seit den 1970er Jahren arbeitet er häufig mit den Regisseuren Paolo und Vittorio Taviani zusammen. Technisch interessant war seine Arbeit für Giro di lune tra terra e mare, die computerunterstützt verschiedene Formate zu einer Art Mosaik kombinierte.
Für das Centro Sperimentale di Cinematografia lehrt Perpignani seit 1976 an der Scuola Nazionale di Cinema Filmschnitt. Zudem ist er Präsident der „Federazione italiana delle associazioni delle professioni del cinema e dell'audiovisivo“, FIDAC.
Er gewann dreimal den David di Donatello, den bedeutendsten italienischen Filmpreis. Zudem erhielt er eine Nominierung für den Europäischen Filmpreis 2012.
Bei den Internationalen Filmfestspielen von Venedig 2007 gehörte Perpignani der Jury an.

## Filmografie (Auswahl)
- 1962: Der Prozeß (Le procès)
- 1964: Vor der Revolution (Prima della rivoluzione)
- 1966: Django – schwarzer Gott des Todes (Starblack)
- 1967: Mit Django kam der Tod (L’uomo, l’orgoglio, la vendetta)
- 1968: Ich bin ein entflohener Kettensträfling (Vivo per la tua morte)
- 1968: Partner
- 1969: Liebe und Zorn (Amore e rabbia)
- 1969: Ein heißer November (Un bellissimo novembre)
- 1970: Die Strategie der Spinne (La strategia del ragno)
- 1971: Blindman, der Vollstrecker (Blindman)
- 1972: Drei Vaterunser für vier Halunken (Il grande duello)
- 1972: Der letzte Tango in Paris (Ultimo tango a Parigi)
- 1973: Blu Gang
- 1974: Allonsanfan (Allonsanfàn)
- 1976: Die große Orgie (Vizi privati, pubbliche virtù)
- 1977: Padre Padrone – Mein Vater, mein Herr (Padre padrone)
- 1984: Kaos
- 1987: Good Morning, Babylon (Good Morning, Babylonia)
- 1994: Der Postmann (Il Postino)
- 2001: Die Auferstehung (Resurrezione)
- 2004: Luisa Sanfelice
- 2005: Alice
- 2007: Das Haus der Lerchen (La Masseria delle allodole)
- 2012: Cäsar muss sterben (Cesare deve morire)
- 2015: Maraviglioso Boccaccio
- 2017: Eine private Angelegenheit (Una questione privata)
- 2019: Land im Sturm (A Herdade)